# Hannah Cockroft
Hannah Lucy Cockroft, née le 30 juillet 1992 à Halifax, est une athlète handisport britannique. 

## Biographie
Hannah Cockroft est atteinte d'une infirmité motrice cérébrale. 
Aux Jeux paralympiques d'été de 2012, elle remporte la médaille d'or sur 100 mètres et sur 200 mètres en catégorie T34.
Aux Jeux paralympiques d'été de 2016, elle remporte la médaille d'or sur 100 mètres, 400 mètres et 800 mètres en catégorie T34.
Elle est sacrée championne du monde de 100 mètres T34 en 2011, 2013, 2015 et 2017, championne du monde de 200 mètres T34 en 2011 et 2013, championne du monde de 400 mètres T34 en 2015 et 2017 et championne du monde de 800 mètres T34 en 2015 et 2017.
Elle est également championne d'Europe sur 100 mètres et sur 800 mètres en catégorie T34 en 2014.